# Tish Jones
Letitia (Tish) Jones est un personnage de la série télévisée britannique de science-fiction Doctor Who, et créé par le producteur Russell T Davies. Tish est la sœur de Léo et Martha Jones. Tish travaillera également avec Harold Saxon qui se révélera être Le Maître.

## Saison 3
Tish apparaît dans La Loi des Judoons où elle est vue en train de téléphoner à sa sœur concernant ses parents et l'anniversaire de son frère. Elle assistera à la disparition de l’hôpital. Tish assistera à l'anniversaire de son frère avec sa famille. 
Pendant l'épisode L'Expérience Lazarus Tish a trouvé du travail et est l'assistante de Richard Lazarus qui a inventé la machine à rajeunir ; une fois que le vieil homme a récupéré sa jeunesse lors d'une réception où sa famille et Le Docteur se trouvent, Tish retourne auprès de son employeur. Il l'attaquera et Martha et Le Docteur la sauveront. Une fois les gens de la réception évacués, Richard se réfugia dans une cathédrale. Tish aidera Martha à échapper à Lazarus dans la cathédrale et Le Docteur les sauvera. 
Tish trouvera du travail auprès d'Harold Saxon dans Que tapent les tambours mais celui-ci l'a embauchée uniquement parce qu'elle était la sœur de Martha. Lorsqu'une journaliste tente de rencontrer Lucy Saxon, la femme de son patron, elle tentera de l'en empêcher sans succès. Tish a plus tard été enlevée avec son père et sa mère et ont assisté impuissants à l'invasion de la Terre par les Toclafane. 
Un an s'est écoulé dans Le Dernier Seigneur du temps et Tish a été rendue esclave. Avec sa famille et Jack Harkness, elle a tenté de s'échapper et d'arrêter le Maître mais n'a pas réussi. Elle assiste à la décadence d'Harold et au succès du Docteur et Martha à sauver la Terre. Tish se souviendra des événements qui se sont produits.

## Liste des apparitions
Saison 3
- La Loi des Judoons
- L'Expérience Lazarus
- Que tapent les tambours
- Le Dernier Seigneur du temps